# بردلی افرون
 بردلی افرون (انگلیسی: Bradley Efron؛ زادهٔ ۲۴ مهٔ ۱۹۳۸) یک دانشمند اهل ایالات متحده آمریکا است.
وی همچنین برنده جوایزی همچون نشان ملی علوم شده است.